# 康默記
康默记（9世纪？—920年代？），本名康照。辽代汉族官员。

## 经历
年轻时原本是蓟州衙校，耶律阿保机侵蓟州，虏获他，爱他的材，将其隶属麾下。一切蕃（契丹）、汉相关的事，都委托康默记折衷处理，处理结果深得皇帝心意。当时诸部刚归附，国家的法规还不完备，康默记推论剖析法律的意思，判决轻重不差毫厘。违法者人人都自认为不冤。不久，拜左尚书。神册三年（918年）契丹开始建都，康默记监督工程进展，工人们都感到鼓舞，用了一百天完工，皇都建成。神册五年（920年），任皇都夷离毕。当时辽太祖出师居庸关，命令康默记率汉军进逼长芦水寨，俘获甚多。
天赞四年（925年），康默记与韩知古跟从辽太祖攻打渤海国。后来大諲譔叛辽，太祖命令诸将攻击。康默记分兵进攻东门，率领骁勇先登城。攻克龙泉府，又与韩延徽攻克长岭府。回军时，已占城市又叛乱，康默记与萧阿古只镇压。攻克回跋城后回军建造辽太祖皇陵，刚建好后皇帝就过世了。他是佐命功臣之一。他的一个孙子为康延壽。

## 延伸阅读
[在维基数据编辑]
 《遼史·卷74》，出自脱脱《遼史》